# Alexandre Baptista
José Alexandre da Silva Baptista MPIH (Barreiro, Barreiro, 17 de fevereiro de 1941 – 3 de março de 2024) foi um antigo futebolista da Seleção de Portugal. Jogava na posição de defesa.

## Carreira
Com uma carreira no Sporting de mais de uma década e produto das divisões de base do clube, Alexandre Baptista foi um jogador que ficou associado a uma das épocas mais brilhantes do clube de Alvalade, a dos anos 60. Ele conquistou um título da Taça dos Clubes Vencedores de Taças e dois títulos da Primeira Liga.
Colegas e adversários consideram Alexandre Baptista como um dos grandes jogadores na sua posição em toda a história do futebol português.
Baptista também jogou ténis, basquete e ténis de mesa e foi campeão em algumas destas modalidades.
Concluiu o curso de Economia enquanto praticava futebol.
Em 19 de Dezembro de 1966 foi agraciado com a Medalha de Prata da Ordem do Infante D. Henrique.

## Seleção
Ele fez 11 jogos pela Seleção Portuguesa. Fez a sua estreia em 4 de Junho de 1964 num jogo amigável contra a Inglaterra que terminou 1-1.
Fez cinco jogos na fase final da Taça do Mundo de 1966.

## Títulos
- Primeira Liga: 1965–66, 1969–70
- Taça de Portugal: 1962–63, 1970–71
- Taça dos Clubes Vencedores de Taças: 1963–64